# 伊莫拉 (加利福尼亞州)
伊莫拉（英語：Imola）是位於美國加利福尼亞州納帕縣的一個非建制地區。該地的面積和人口皆未知。

## 地理
伊莫拉的座標為38°16′43″N 122°16′50″W / 38.27861°N 122.28056°W，而該地的平均海拔高度為2米（即7英尺）。